# Partecipanti al Tour of the Alps 2024
Elenco dei partecipanti al Tour of the Alps 2024.
Il Tour of the Alps 2024 è stato la quarantaseiesima edizione della corsa. Alla competizione presero parte 18 squadre: nove iscritte all'UCI World Tour 2024, sette dell'UCI ProTeam, una dell'UCI Continental Team e una selezione nazionale.
Partenza con 121 ciclisti accreditati.

## Corridori per squadra
Nota: R ritirato, NP non partito, FT fuori tempo, SQ squalificato
| Ineos Grenadiers                | Ineos Grenadiers                | Ineos Grenadiers                | Bora-Hansgrohe        | Bora-Hansgrohe        | Bora-Hansgrohe        | Bahrain Victorious        | Bahrain Victorious        | Bahrain Victorious        |
| ------------------------------- | ------------------------------- | ------------------------------- | --------------------- | --------------------- | --------------------- | ------------------------- | ------------------------- | ------------------------- |
| N°                              | Ciclista                        | Clas.                           | N°                    | Ciclista              | Clas.                 | N°                        | Ciclista                  | Clas.                     |
| 1                               | Geraint Thomas                  | 13°                             | 11                    | Emil Herzog           | R 1ª                  | 21                        | Antonio Tiberi            | 3°                        |
| 2                               | Andrew August                   | 75°                             | 12                    | Anton Palzer          | 23°                   | 22                        | Alberto Bruttomesso       | 90°                       |
| 3                               | Tobias Foss                     | 31°                             | 13                    | Cesare Benedetti      | 71°                   | 23                        | Finlay Pickering          | R 1ª                      |
| 4                               | Filippo Ganna                   | 42°                             | 14                    | Jonas Koch            | 43°                   | 24                        | Wout Poels                | 6°                        |
| 5                               | Salvatore Puccio                | 78°                             | 15                    | Patrick Gamper        | 63°                   | 25                        | Torstein Træen            | 14°                       |
| 6                               | Óscar Rodríguez                 | 27°                             | 16                    | Sergio Higuita        | 18°                   | 26                        | Sergio Tu                 | R 3ª                      |
| 7                               | Ben Swift                       | 68°                             |                       |                       |                       |                           |                           |                           |
| Decathlon AG2R La Mondiale Team | Decathlon AG2R La Mondiale Team | Decathlon AG2R La Mondiale Team | EF Education-EasyPost | EF Education-EasyPost | EF Education-EasyPost | Lidl-Trek                 | Lidl-Trek                 | Lidl-Trek                 |
| N°                              | Ciclista                        | Clas.                           | N°                    | Ciclista              | Clas.                 | N°                        | Ciclista                  | Clas.                     |
| 31                              | Ben O'Connor                    | 2°                              | 41                    | Markel Beloki         | 80°                   | 51                        | Nils Aebersold            | 53°                       |
| 32                              | Valentin Paret-Peintre          | 4°                              | 42                    | Simon Carr            | 49°                   | 52                        | Dario Cataldo             | R 5ª                      |
| 33                              | Aurélien Paret-Peintre          | 22°                             | 43                    | Hugh Carthy           | 28°                   | 53                        | Fabio Felline             | 59°                       |
| 34                              | Bastien Tronchon                | 62°                             | 44                    | Jefferson Cepeda      | 44°                   | 54                        | Amanuel Gebreigzabhier    | 37°                       |
| 35                              | Lawrence Warbasse               | 48°                             | 45                    | Esteban Chaves        | 16°                   | 55                        | Juan Pedro López          | 1°                        |
| 36                              | Tom Donnenwirth                 | R 3ª                            | 46                    | Georg Steinhauser     | R 5ª                  | 56                        | Liam O'Brien              | 61°                       |
| 37                              | Killian Verschuren              | 55°                             | 47                    | Jardi van der Lee     | 88°                   | 57                        | Carlos Verona             | 17°                       |
| Movistar Team                   | Movistar Team                   | Movistar Team                   | Team Jayco AlUla      | Team Jayco AlUla      | Team Jayco AlUla      | Team DSM-Firmenich PostNL | Team DSM-Firmenich PostNL | Team DSM-Firmenich PostNL |
| N°                              | Ciclista                        | Clas.                           | N°                    | Ciclista              | Clas.                 | N°                        | Ciclista                  | Clas.                     |
| 61                              | William Barta                   | 19°                             | 71                    | Welay Berhe           | R 4ª                  | 81                        | Romain Bardet             | 5°                        |
| 62                              | Gregor Mühlberger               | 33°                             | 72                    | Alessandro De Marchi  | 52°                   | 82                        | Romain Combaud            | 67°                       |
| 63                              | Antonio Pedrero                 | R 1ª                            | 73                    | Lucas Hamilton        | R 5ª                  | 83                        | Chris Hamilton            | 34°                       |
| 65                              | Sergio Samitier                 | R 3ª                            | 74                    | Chris Harper          | R 4ª                  | 84                        | Gijs Leemreize            | 30°                       |
| 66                              | Mathias Norsgaard               | 87°                             | 75                    | Rudy Porter           | R 4ª                  | 85                        | Robbe Dhondt              | 51°                       |
| 67                              | Iván Sosa                       | 9°                              | 76                    | Callum Scotson        | R 3ª                  | 86                        | Oliver Peace              | 86°                       |
|                                 |                                 |                                 | 77                    | Filippo Zana          | 15°                   |                           |                           |                           |
| Corratec Vini Fantini           | Corratec Vini Fantini           | Corratec Vini Fantini           | Equipo Kern Pharma    | Equipo Kern Pharma    | Equipo Kern Pharma    | Euskaltel-Euskadi         | Euskaltel-Euskadi         | Euskaltel-Euskadi         |
| N°                              | Ciclista                        | Clas.                           | N°                    | Ciclista              | Clas.                 | N°                        | Ciclista                  | Clas.                     |
| 91                              | Matteo Amella                   | 83°                             | 101                   | Urko Berrade          | 32°                   | 111                       | Mikel Bizkarra            | 25°                       |
| 92                              | Antoine Debons                  | R 4ª                            | 102                   | José Félix Parra      | 24°                   | 112                       | Joan Bou                  | 21°                       |
| 93                              | Davide Baldaccini               | 81°                             | 103                   | Jon Agirre            | 35°                   | 113                       | Mikel Iturria             | 40°                       |
| 94                              | Marco Murgano                   | 74°                             | 104                   | Jorge Gutiérrez       | 20°                   | 114                       | Luis Ángel Maté           | 29°                       |
| 95                              | Alessandro Monaco               | 46°                             | 105                   | Carlos García Pierna  | 82°                   | 115                       | Unai Cuadrado             | 56°                       |
| 96                              | Roberto González                | 58°                             | 106                   | Eugenio Sánchez       | R 4ª                  | 116                       | Nicolás Alustiza          | 41°                       |
| 97                              | Kyrylo Carenko                  | 72°                             | 107                   | Martí Márquez         | R 5ª                  | 117                       | Asier Etxeberria          | 66°                       |
| TDT-Unibet                      | TDT-Unibet                      | TDT-Unibet                      | Team Polti Kometa     | Team Polti Kometa     | Team Polti Kometa     | Tudor Pro Cycling Team    | Tudor Pro Cycling Team    | Tudor Pro Cycling Team    |
| N°                              | Ciclista                        | Clas.                           | N°                    | Ciclista              | Clas.                 | N°                        | Ciclista                  | Clas.                     |
| 121                             | Charlie Paige                   | 70°                             | 131                   | Mattia Bais           | 65°                   | 141                       | Nils Brun                 | 77°                       |
| 122                             | Adrien Maire                    | R 5ª                            | 132                   | Davide Bais           | NP 2ª                 | 142                       | Simon Pellaud             | 60°                       |
| 123                             | Baptiste Huyet                  | R 5ª                            | 133                   | Germán Darío Gómez    | 85°                   | 143                       | Michael Storer            | 7°                        |
| 124                             | Kevin Inkelaar                  | R 1ª                            | 134                   | Matteo Fabbro         | 12°                   | 144                       | Florian Stork             | 47°                       |
| 125                             | Abram Stockman                  | 64°                             | 135                   | Andrea Garosio        | 76°                   | 145                       | Mathys Rondel             | 11°                       |
| 126                             | Nicklas Amdi Pedersen           | R 3ª                            | 136                   | Francisco Muñoz       | 89°                   | 146                       | Roland Thalmann           | 79°                       |
|                                 |                                 |                                 | 137                   | Davide Piganzoli      | 10°                   | 147                       | Hannes Wilksch            | 73°                       |
| VF Group-Bardiani CSF-Faizanè   | VF Group-Bardiani CSF-Faizanè   | VF Group-Bardiani CSF-Faizanè   | JCL Team Ukyo         | JCL Team Ukyo         | JCL Team Ukyo         | Selezione austriaca       | Selezione austriaca       | Selezione austriaca       |
| N°                              | Ciclista                        | Clas.                           | N°                    | Ciclista              | Clas.                 | N°                        | Ciclista                  | Clas.                     |
| 151                             | Luca Covili                     | 26°                             | 161                   | Nariyuki Masuda       | R 3ª                  | 171                       | Hermann Pernsteiner       | 36°                       |
| 152                             | Riccardo Lucca                  | R 3ª                            | 162                   | Giovanni Carboni      | 38°                   | 172                       | Martin Messner            | 50°                       |
| 153                             | Alessio Martinelli              | NP 1ª                           | 163                   | Manabu Ishibashi      | 92°                   | 173                       | Marco Schrettl            | 69°                       |
| 154                             | Giulio Pellizzari               | 8°                              | 164                   | Yūma Koishi           | R 4ª                  | 174                       | Sebastian Schönberger     | 54°                       |
| 155                             | Alessandro Pinarello            | R 3ª                            | 165                   | Atsushi Oka           | R 3ª                  | 175                       | Lukas Pöstlberger         | 91°                       |
| 156                             | Matteo Scalco                   | 57°                             | 166                   | Thomas Pesenti        | 39°                   | 176                       | Sebastian Putz            | R 3ª                      |
| 157                             | Alex Tolio                      | 45°                             | 167                   | Masaki Yamamoto       | R 5ª                  | 177                       | Benjamin Eckerstorfer     | 84°                       |